# 喀山圣母像

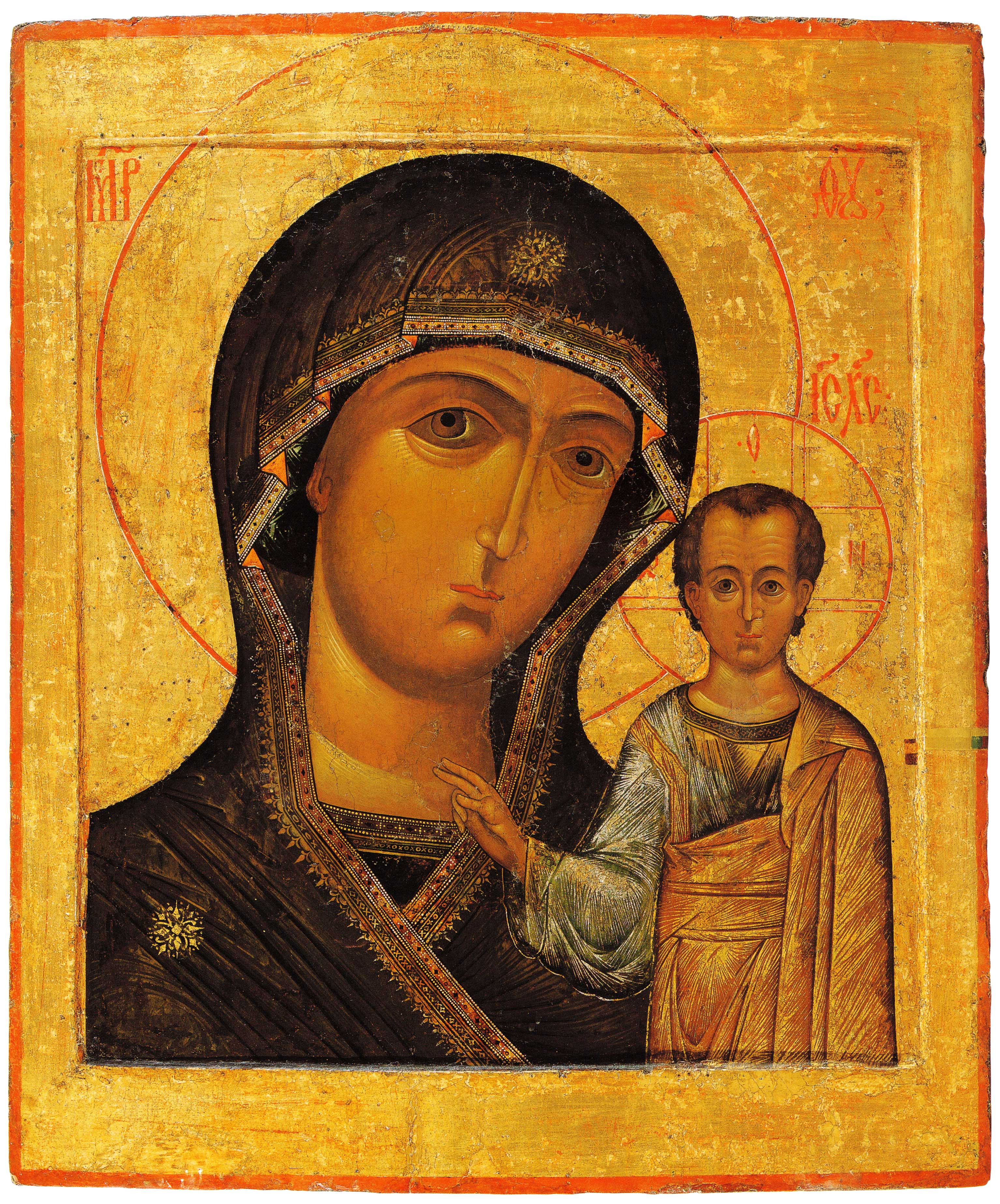
喀山圣母像复制品，16世纪

喀山圣母像（俄语：Казанская Богоматерь）是俄罗斯东正教的最高圣像，代表着圣母玛利亚作为喀山市的主保聖人。画像的复制品在天主教中同样受到尊敬。
它被视作俄罗斯的保护神长达数个世纪，直至1904年被窃取并险些被毁。随后发生了1905年俄国革命，俄国也在日俄战争中战败。俄罗斯的土地上有无数座喀山大教堂均为为喀山圣母像献祭而建，其中最主要的两座为莫斯科喀山大教堂和圣彼得堡喀山大教堂。古本和复制品分别被放在莫斯科、雅罗斯拉夫尔和圣彼得堡。
她的瞻禮日在7月21日和11月4日（俄罗斯民族统一日）。